# Francisco Cruz Salido
Francisco Cruz Salido (Jaén, 10 de septiembre de 1898-Madrid, 9 de noviembre de 1940) fue un periodista y político socialista español. Pereció ejecutado a manos de la represión franquista.

## Biografía
Huérfano de padre a los once años, ingresó muy joven en el mundo periodístico en su ciudad natal. A los quince colaboraba con La Lealtad, un diario republicano federal. Fue, sin embargo, en El Defensor donde aprendió el oficio periodístico. Comenzó en este periódico en 1916 y con apenas veinte años, en 1919, llegó a ser redactor jefe. También trabajó para otros medios: desde 1919 fue corresponsal en Jaén del diario madrileño El Imparcial, colaboró con La Lucha (1922), fue jefe de redacción de Claridades (1923) y formó parte del grupo promotor de Norte Andaluz (creado en 1924 y que tuvo que cerrar a finales de 1925).
Tras el fracaso de Norte Andaluz cambió Jaén por la capital de España. Allí ingresó en la recién creada Compañía Telefónica Nacional de España (actual Telefónica). Con el fin de la dictadura de Primo de Rivera ingresó en la Agrupación Socialista Madrileña (1931). Durante el periodo republicano fue redactor de El Socialista, corresponsal del periódico jiennense Democracia, así como colaborador del ovetense Avance (vinculado al socialista SOMA), de El Liberal (el periódico bilbaíno de Indalecio Prieto) y Luz, el periódico republicano promovido por Ortega y Gasset.
Su estilo periodístico era mordaz. En El Socialista publicaba una columna de crítica política, titulada Glosa ingenua, que le creó numerosos enemigos. En julio de 1932 escribió una columna, Psiquiatría, militar, que concitó las iras del Ejército. En abril de 1934 fue encarcelado en la prisión de Ciudad Real por haber escrito un artículo satírico sobre el ministro de la Gobernación, Diego Martínez Barrio. Tras los sucesos revolucionarios de octubre de 1934, fue encarcelado, al igual que el director de El Socialista, Julián Zugazagoitia. Recluidos en la Cárcel Modelo, no fueron liberados hasta febrero del año siguiente. Durante su reclusión en la Modelo, el pintor Luis Quintanilla, también detenido, realizó una serie de cincuenta dibujos entre los que se encontraba un conjunto de retratos de sus compañeros de prisión (entre ellos Cruz Salido), que luego aparecerían en La cárcel por dentro publicado en 1936.
Dentro del PSOE, fue partidario de Indalecio Prieto. Fue elegido secretario de actas de la Comisión Ejecutiva del PSOE en junio de 1936, formando parte de la candidatura encabezada por Prieto para rehacer la ejecutiva que contaba con numerosas vacantes debido a la dimisión de Largo Caballero y sus partidarios en diciembre de 1935. Conservó el puesto hasta el final de la Guerra Civil. Durante la guerra, permaneció en Madrid como redactor de El Socialista finales de 1936. Tal como narra Julián Zugazagoitia en Guerra y vicisitudes de los españoles, al producirse la evacuación del gobierno hacia Valencia en noviembre ante la inminente llegada de las tropas franquistas, Prieto le pidió a Zugazagoitia que se fuese también, a lo que se negó. Ante ello, Prieto le ofreció un salvoconducto que le permitiera salir de la ciudad en cualquier avión, civil o militar, que saliese de Madrid en caso de que la capital cayese en manos de los sublevados. Zugazagoitia se negó también a menos que también obtuviesen salvoconducto sus redactores: Albar y Cruz Salido, a lo que accedió el ministro. Fracasado el intento de los sublevados por tomar Madrid, Cruz Salido pasó a la zona norte, para dirigir el periódico de Prieto, El Liberal, por petición de aquel. Allí tendría varios roces con las autoridades del Partido Nacionalista Vasco, lo que motivaría incluso la queja del lehendakari José Antonio Aguirre al ministro Prieto.
Permaneció en Bilbao hasta su toma por las tropas franquistas. Tras la caída del Frente Norte, volvió a la zona central. En julio de 1937 se hizo cargo de la dirección de Adelante, periódico socialista valenciano que había seguido las tesis caballeristas hasta entonces, cuando pasó a ser controlado por el sector prietista del partido. Ocupó la dirección hasta octubre del mismo año, cuando la abandonó debido a sus «muchas ocupaciones», entre ellas la de secretario personal de Prieto. Tras el nombramiento en abril de 1938 de Julián Zugazagoitia, que había sido su jefe en El Socialista, como secretario general del Ministerio de Defensa Nacional, Cruz Salido ejerció como ayudante suyo.
Tras el fin de la contienda, se exilió a Francia. Se alineó con Prieto en su conflicto con Negrín y fue vocal de la JARE. Tras la derrota de Francia en junio de 1940, abandonó París y se refugió en Burdeos, en la casa del antiguo dirigente socialista Teodomiro Menéndez (su esposa e hijos sí pudieron embarcar hacia México). Sin embargo, con la ocupación de gran parte de su territorio por la Alemania nazi, ambos fueron detenidos por la Gestapo en Burdeos el 11 de julio, a instancias del embajador franquista en Francia José Félix de Lequerica. El 31 de julio fue entregado por la policía alemana, sin ningún proceso judicial, junto con Julián Zugazagoitia, Teodomiro Menéndez, Cipriano Rivas Cherif, Carlos Montilla y Miguel Salvador que también habían sido capturados por los alemanes por instigación de la embajada franquista, y trasladado a Madrid.
El 21 de octubre de 1940 fue juzgado en consejo de guerra en las Salesas Reales junto con Julián Zugazagoitia, Teodomiro Menéndez, Cipriano Rivas Cherif, Miguel Salvador y Carlos Montilla. Fueron acusados de rebelión ante el Ejército. Aunque el fiscal reconoció que ninguno había cometido ningún delito, afirmó que era evidente que habían contribuido a «inducir a la revolución». La JARE trató, sin éxito, de sobornar a los jueces. Todos fueron condenados a muerte, salvo Menéndez, que por intercesión de Serrano Súñer, lo fue a treinta años. Sin embargo, aunque Rivas Cherif, Montilla y Salvador vieron conmutada su pena, la medida de gracia no se extendió a Zugazagoitia y Cruz Salido, que, tras pasar por la cárcel de Porlier, fueron ejecutados en el cementerio de La Almudena de Madrid el 9 de noviembre de 1940, junto con otras catorce personas. Se ha especulado con que fueron precisamente sus escritos (tanto Cruz Salido como Zugazagoitia eran, independientemente de sus actividades políticas, periodistas) los que hicieron que el dictador no conmutara también su pena.
Antes de morir, Cruz Salido le expresó a De Rivas Cherif su deseo de ser enterrado en una fosa común («no quería que su mujer viviera con la obsesión de un pedazo de tierra en España ante el cual venir a arrodillarse»). Sin embargo, una persona desconocida (que usó el nombre Sabina Marroquina) encargó y pagó una tumba para Cruz Salido y Zugazagoitia en el cementerio de la Almudena de Madrid. La lápida consiste en un relieve de granito en forma de libro abierto en cuyas páginas aparecen los nombres de los dos periodistas ejecutados. Los descendientes de Cruz Salido viven en México.